# Coelichneumon biguttulatus
Coelichneumon biguttulatus là một loài tò vò trong họ Ichneumonidae.